# Tourbière de Kerfontaine
La tourbière de Kerfontaine, tourbière de Sérent ou tourbière de Saint-Marcel est une zone humide de 23,62 ha située au cœur des landes de Lanvaux, sur la commune de Sérent, classée zone naturelle d'intérêt écologique, faunistique et floristique de type I et espace naturel sensible (en 2016). 

## Caractéristiques
Située dans la partie sud des Landes de Pinieux, cette tourbière de pente est alimentée par les eaux de ruissellement et les sources présentes sur les reliefs alentours. Le site abrite 150 espèces de plantes dont plusieurs protégées : Sphaignes dont celle de Magellan, plantes carnivores (espèces Rossolis intermédiaire et à feuilles rondes, Grassette du Portugal), Linaigrette à feuilles étroites, la Narthécie des marais, le Piment royal. La faune inventoriée compte plus de 700 espèces d'invertébrés (parmi ceux-ci l’Épeire fasciée, la Mante religieuse, deux espèces de libellules protégées à l'échelon national, l'Agrion de Mercure et la Cordulie à corps fin), des reptiles tels que le Lézard vivipare, 81 espèces d'oiseaux (parmi lesquels le Busard Saint-Martin, la Fauvette pitchou ou encore le Traquet pâtre).
Avec une vingtaine d'hectares, la tourbière de Kerfontaine constitue le seul site de cette nature dans l'Est du département du Morbihan. Le travail de défrichage y est effectué par traction hippomobile, avec des chevaux bretons, afin de préserver ce milieu,. 
L'analyse des diagrammes polliniques indique que le début de la formation de la tourbière remonte à près de 5 000 ans. Une nette évolution du site se traduit par le recul de la forêt et les premières traces de défrichement de forêts de feuillus par les fermiers néolithiques il y a près de 8 000 ans. Ce défrichement met à nu les sols et provoque des phénomènes de ruissellement, favorisant la formation d'une tourbière de pente. Conséquences de la recolonisation végétale succédant à des défrichements et/ou à l'abandon des terrains appauvris après exploitation agricole, les Landes de Pinieux se mettent en place à la fin de l'âge du Fer et se développent à l'époque gallo-romaine. L'activité humaine y a atteint son apogée au milieu du XIXe siècle avec le boisement des landes par des plantations de pins maritimes sous l'impulsion de grands propriétaires terriens tels que la princesse fermière Élisa Napoléone Baciocchi installée à Colpo.

## Valorisation patrimoniale
Depuis les années 1970, la disparition progressive des pratiques agricoles (pâturage estival, fauche hivernale) favorise la fermeture du milieu vers le boisement et la banalisation floristique. La disparition progressive des plantes caractéristiques des landes tourbeuses et divers projets d'aménagements incitent l'association SEPNB, à mener un travail de sensibilisation auprès des élus et de la population locale à propos des menaces qui pèsent sur le site. Son classement en « réserve associative » remonte à 1982, grâce à signature d'une convention tripartite entre la SEPNB, la municipalité de Sérent et le groupement forestier local. En 1994, la SEPNB conçoit un plan de restauration et de gestion du site.
Un sentier de découverte, libre d’accès tout au long de l’année, et des pannonceaux explicatifs, permettent de relater l'histoire vieille de 8 000 ans des Landes de Pinieux et de la tourbière, ainsi que l'intérêt patrimonial de la tourbière qui assure une multitude de fonctions, communes aux zones humides en général, avec de nombreuses spécificités paysagère et naturaliste

## Galerie

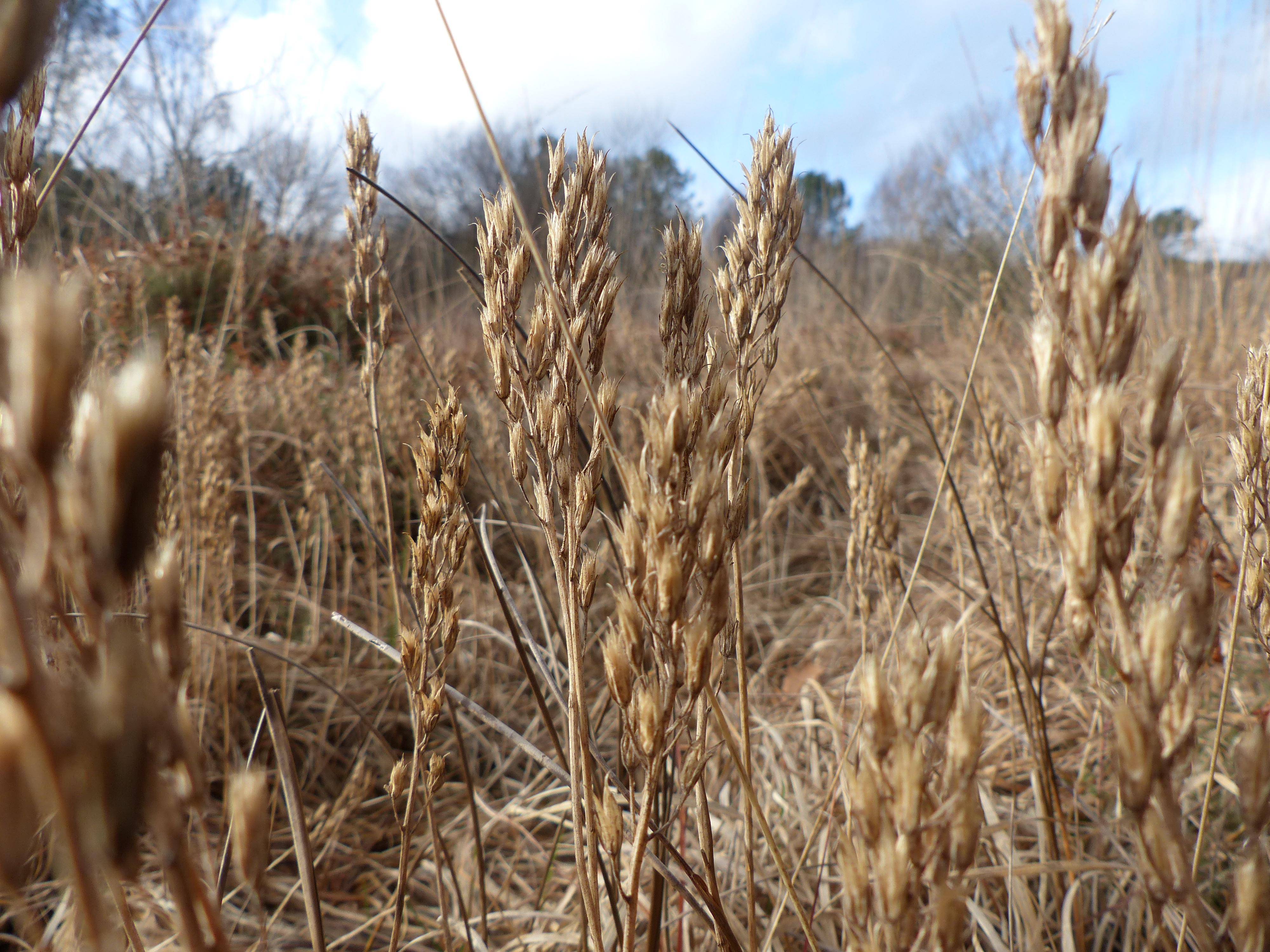
Végétation.
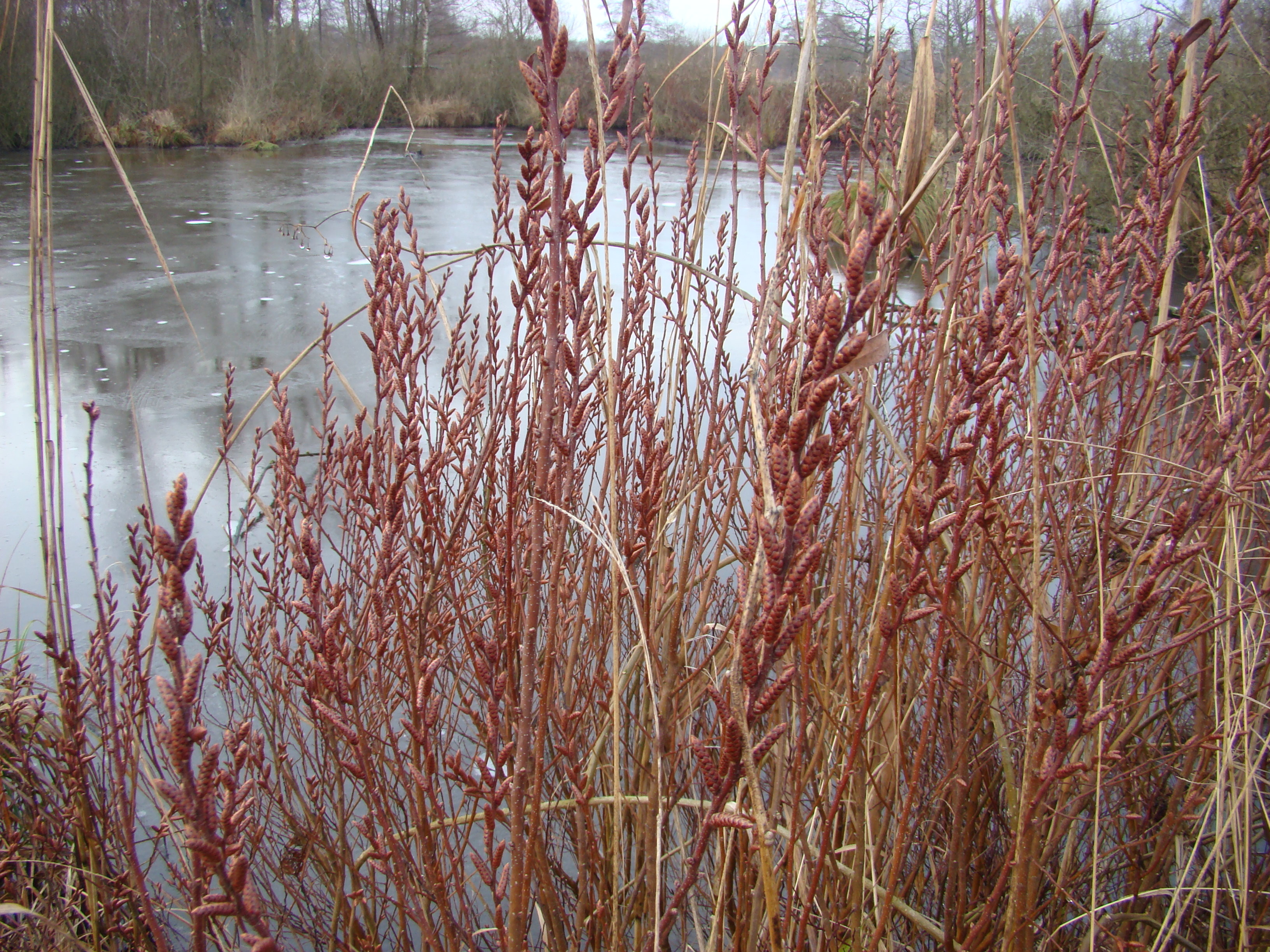
Le piment royal colonise les secteurs tourbeux.
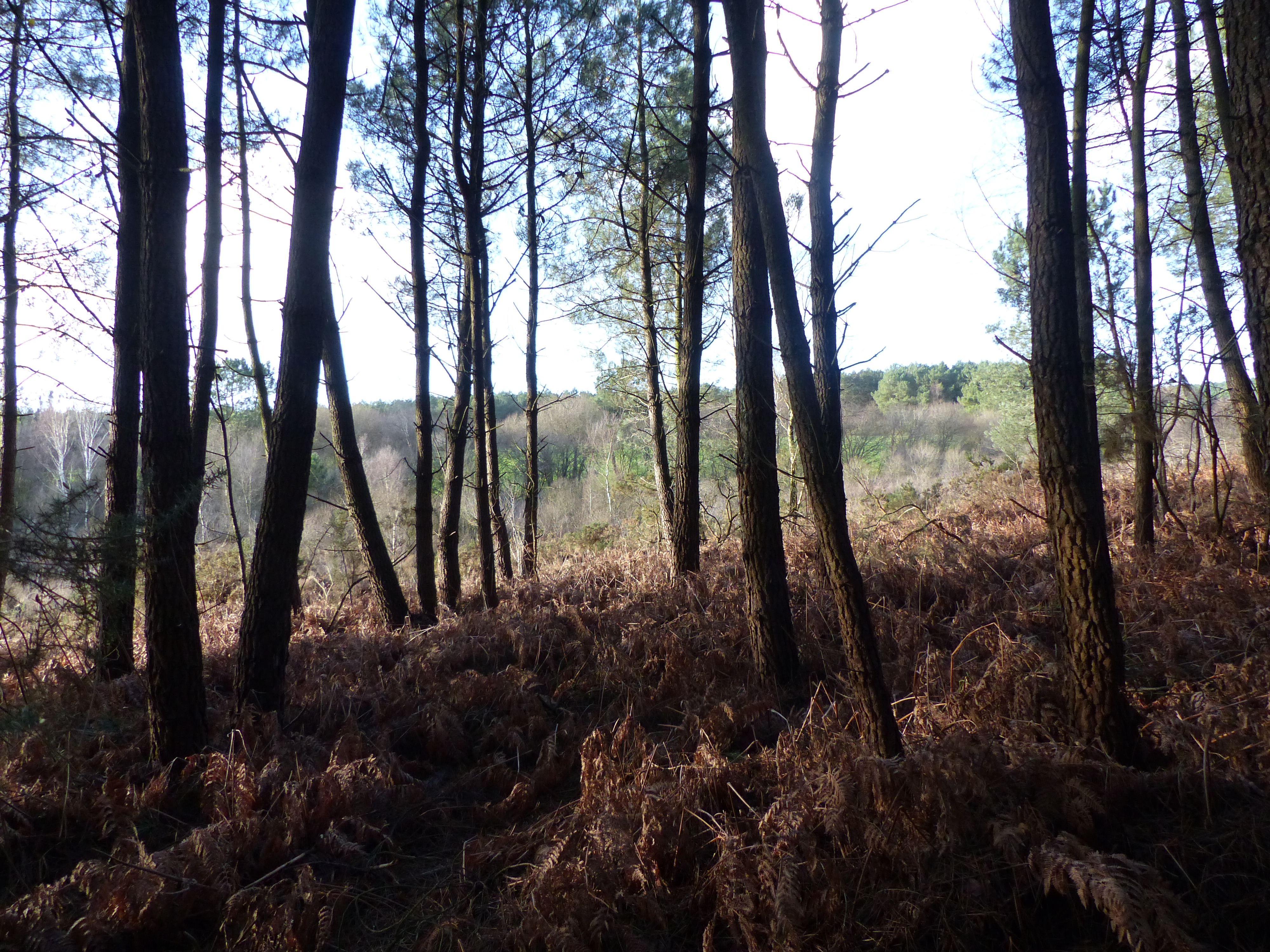
Partie boisée.
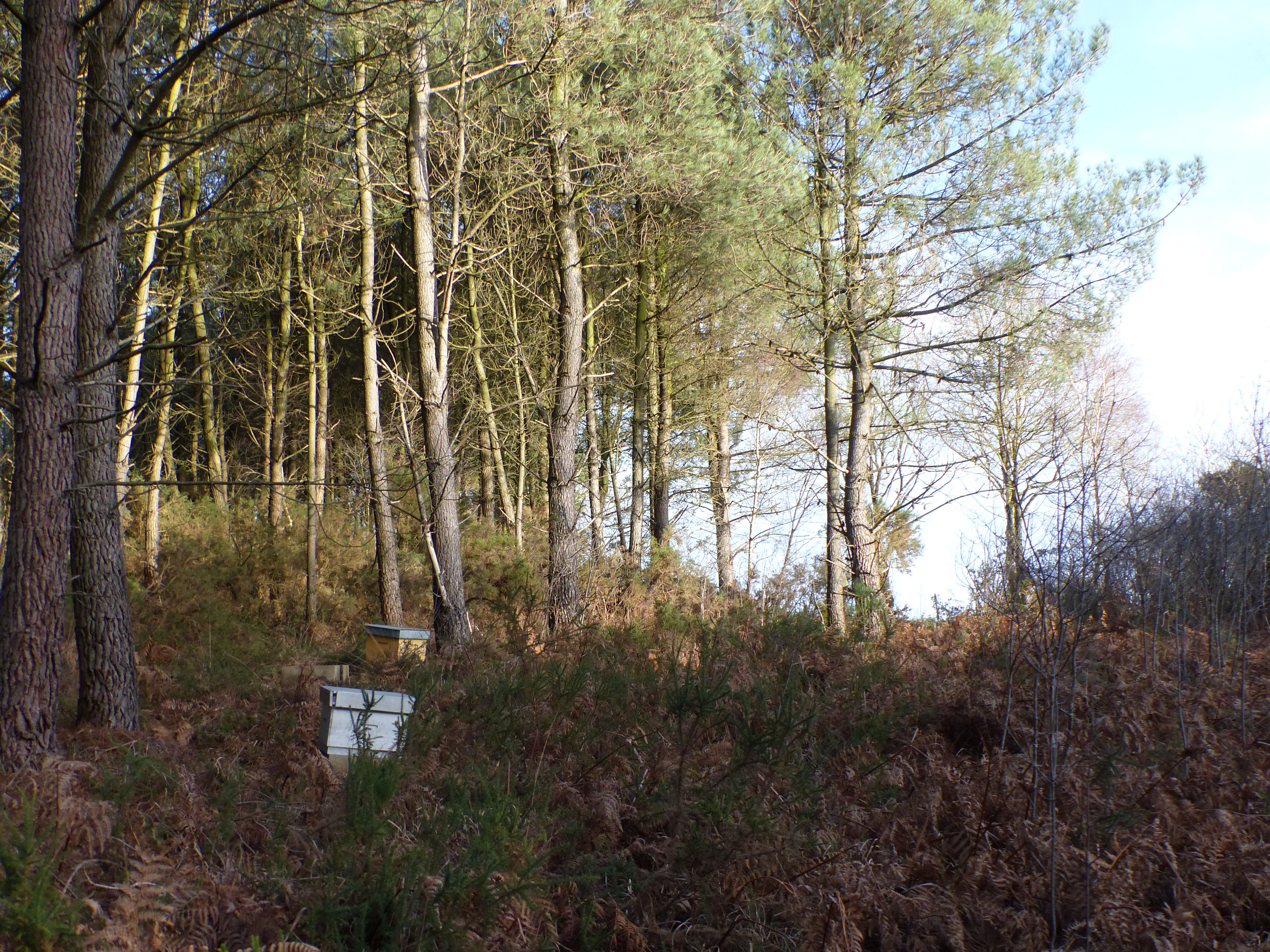
Ruches.